# Piloblephis
Piloblephis je monotipski rod sjevernoameričkih cvjetnica iz porodice Lamiaceae raširen po Floridi Georgiji i Bahamima.
Jedina vrsta je P. rigida, polugrm prvi puta opisan kao Satureja rigida.

## Etimologija
Ime roda dolazi od grčkih riječi pilo što znači dlakavi i blephis što znači kapak u odnosu na sitne dlačice koje se nalaze na lišću biljaka. Specifični epitet dolazi od rigida što znači kruta a odnosi se na krute grane ove biljke.

## Opis
Piloblephis rigida, obično poznat kao “divlja buhača” (wild pennyroyal), niski je drvenasti zimzeleni grm iz porodice medićevki koji obično naraste od 30 do 60 cm (12-24 inča) u visinu i širinu. Poznata je po mirisnom zimzelenom lišću i dugom cvatu upadljivih cvjetova. Porijeklom je iz šipražnih ravnih šuma, otvorenih šuma, suhih prerija i pješčanih brežuljaka na Floridi, krajnjem jugu Georgije i sjevernim dijelovima Bahama. Sićušni, linearni, jako dlakavi zeleni listovi su aromatični kada su nagnječeni. Cvjetovi s dvije usne, boje jorgovana do boje lavande s tamnoljubičastim mrljama na donjim usnama cvatu u upadljivim, zaobljenim, završnim grozdovima od kasne jeseni do sredine proljeća (studeni – travanj), ponekad s povremenim dodatnim cvjetanjem tijekom cijele godine.

## Ljekovitost
Američki Indijanci pili su vrući čaj napravljen od lišća ove biljke za liječenje brojnih medicinskih problema, uključujući prehladu i groznicu. Kada se stavi na pseće ležište, mala vrećica lišća navodno pomaže otjerati buhe.

## Galerija
- P. rigida
- P. rigida
- P. rigida i medonosna pčela

## Sinonimi
- Pycnothymus (Benth.) Small; Fl. S. E. U. S.: 1042 (1903)